# وزارة شؤون المحاربين القدامى (الصين)
وزارة شؤون المحاربين القدامى (بالصينية: 中华人民共和国退役军人事务部) هي وزارة في الحكومة الصينية مسؤولة عن المحاربين القدامى في البلاد.

## تاريخ
تأسست في 19 مارس 2018. شملت بعض مسؤولياته مهاما من وزارة الشؤون المدنية ووزارة الموارد البشرية والضمان الاجتماعي وإدارة العمل السياسي باللجنة العسكرية المركزية وإدارة الدعم اللوجستي باللجنة العسكرية المركزية.